# Confederação Francesa de Trabalhadores Cristãos
A  Confederação Francesa dos Trabalhadores Cristãos (em francês:  Confédération française des travailleurs chrétiens, CFTC) é uma das cinco principais confederações sindicais da França. A CFTC faz parte da Confederação Sindical Internacional (CSI) e da Confederação Europeia de Sindicatos (CES). Seu líder é Jacques Voisin.
Ligada à tradição social cristã, foi criada em 1919. Em 1964, a confederação cindiu-se, e a maioria fundou a CFDT, uma confederação de caráter secular.
Atualmente conta com aproximadamente 160.000 membros.
A CFTC obteve 8.69% dos votos nas eleições profissionais de 2008. Em 2002, tinha recebido 9.65%.